# Гавар (город)
Гава́р (арм. Գավառ) до 1959 года — Нор-Баязе́т (Новый Баязет), до 1995 года — Камо́ — город в Армении, столица Гегаркуникской области. Расположен на реке Гаварагет в 8 км от её впадения в озеро Севан, в 90 км к северо-востоку от Еревана.

## История
В черте города (в некотором удалении от центра) сохранились остатки циклопической крепости времен Араратского царства Урарту, возведённой царём Русой I на высокой скале и посвящённой богу Халди. Об этом свидетельствует клинописная надпись, сделанная по приказу Русы I, сына Сардури на одном из камней крепостной стены. В центре современного Гавара с давних пор существовало село, известное как Гавар или Кавар. Первым достоверным свидетельством названия города является хачкар, который находится на старом кладбище у часовни Св. Степаноса. Надпись на камне гласит: «Год 291… Я, амира Васак, сын князя Васила, построил церковь и прорыл канал Гаварай через горы и ущелья».
В пост-урартийскую эпоху территория Гавара входила в состав провинции Сюник Великой Армении и была северо-западной частью Гехаркуникского уезда. В IX веке вошла в состав владений арцахского князя Смбатяна. С 885 года территория находилась в составе армянского Багратидского царства. С середине X до конца XII века Гавар пребывал под сельджукско-турецким игом. В конце XII века Гавар освободили от турок князья Закаряны и передали его князьям Верин-Хачена.
В 1230 году Гавар признал монгольское господство. В 1385 году эти края были разорены войсками Золотой Орды, во главе с ханом Тохтамышем. В 1387 г. на них обрушились войска Тамерлана. В 1430 г. Гавар захватило тюркское племя кара-коюнлу. В 1555 году Гавар перешёл под власть Сефевидской Персии, и в 1604 году местные армяне подверглись, по указу шаха Аббаса I из кызылбашской династии Сефевидов, насильственному переселению в Иран. В 1736 году старый Гавар был окончательно разорён Надир-шахом. Вплоть до 1828 года старый Гавар входил в состав Эриванского ханства и был частью Гекча-Дангизского магала.
В ходе Русско-персидской войны 1826—1828 гг. Русская императорская армия возглавляемая фельдмаршалом И. Ф. Паскевичем полностью освободила Восточную Армению от персидского владычества. В марте 1828 года, по инициативе Паскевича, была образована Армянская область, на территории коей оказались и руины Гавара. После Русско-турецкой войны 1828—1829 гг. сюда переселились армяне из города Баязета в исторической Западной Армении. В 1830 году переселенцы переименовали Гавар в Нор-Баязет.
В 1850 г., при образовании Эриванской губернии, село Гавар (в русских документах — Кавар) было возведено в ранг уездного города и официально переименовано в Ново-Баязет.
В центре города находится крестокупольная церковь Сурб-Аствацацин, построенная из отшлифованных каменных блоков в 1905 г., по инициативе епископа Хорена I. Вплоть до начала 1990-х это был самый высокий храм Армении.
В городе сохранилось древнее кладбище, захоронения которого относятся к IX—XIV вв.; посреди кладбища возвышается церковь Сурб-Карапет, построенная в 1848 г.
На выезде из города в сторону Арцвакара сохранилась небольшая церковь IX в. Сурб-Ованес.
В 1936 г. город стал называться Нор-Баязет. Первый главный план города был разработан в 1929—1930 гг. (архитектор А. Таманян), второй — в 1946—1948 гг. (архитекторы Н. Заргарян и А. Минасян). В советские времена здесь работали заводы: электролитических конденсаторов, кабельный, приборостроительный, авторемонтный, сыродельный, рыбоводный; завод минеральных вод «Севан»; трикотажная, швейная, мебельная, ковроткацкая и обувная фабрика.
В 1959 году Нор-Баязет переименован в Камо, в память о революционере С. А. Тер-Петросяне (партийный псевдоним Камо). Тогда же в черту города вошли сёла Арцвакар и Ацарат. В 1961—1962 гг. был разработан третий генеральный план города (архитекторы И. Немиджанова и К. Габриэлян). В 1963 году город Камо перешёл в республиканское подчинение.
21 сентября 1991 г. Армения обрела независимость. Камо стал областным центром Гегаркуника.
4 декабря 1995 году городу было возвращено древнее имя Гавар.

## Население
Согласно «Кавказскому календарю», в 1910 году в городе проживало 11 119 чел., в основном армян. В 1914 году — 12 630 чел., также в основном армян.
По материалам сельско-хозяйственной переписи населения 1922 года по Армении, в городе Ново-Баязет число армян составляло 9295 человек, езидов — 27, азербайджанцев (в источнике «тюрко-татар») — 12, русских — 5, курдов — 3, и др. Всего — 9342 человека.

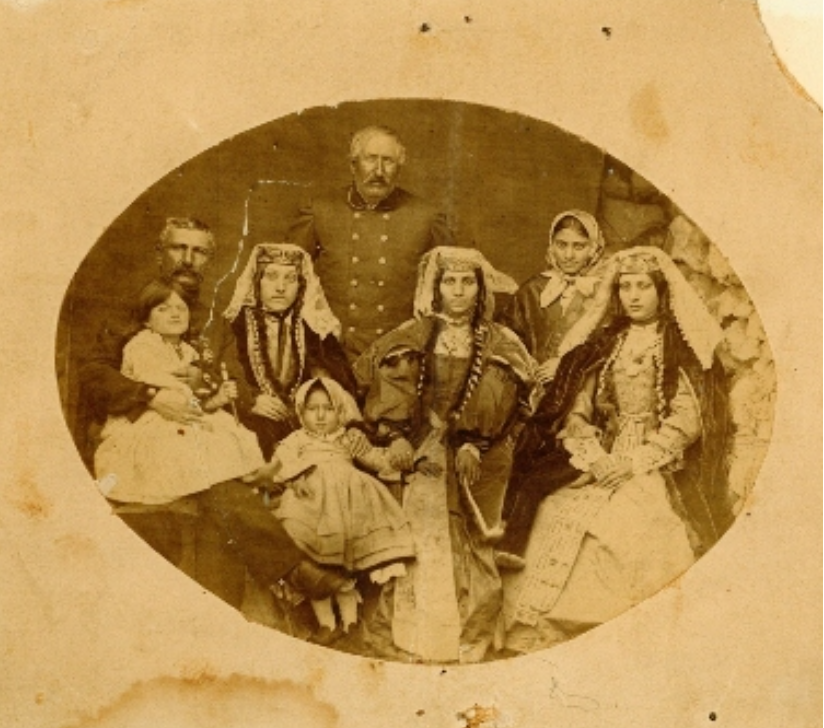
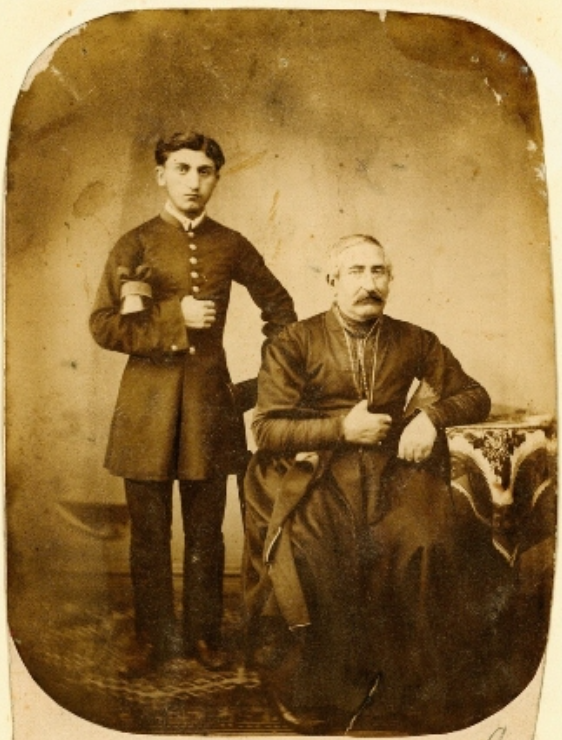

## Города—побратимы
- Новороссийск (Россия), с 2009 года

## Известные уроженцы
- Фрунзе Довлатян (1927—1997) — режиссёр, актёр, народный артист СССР (1983)[14].
- Врам Довлатян (1923—2005) — химик-органик, заслуженный деятель науки Армянской ССР
- Аветик Бурназян (1906—1981) — заместитель министра здравоохранения СССР (1947—1972). Один из участников разработки первой советской ядерной бомбы и создателей элементов «ядерного щита» в СССР. Генерал-лейтенант медицинской службы (1945)[15].
- Геворк Колозян (1917—1944) — красноармеец, впоследствии итальянский партизан, закрывший своим телом амбразуру вражеского дзота[16].
- Самвел Кочарянц (1909—1993) — советский конструктор, разработчик первых советских атомных и термоядерных боеприпасов[17].
- Мириманян Хачик Погосович (1899—1979) — армянский советский почвовед, доктор сельскохозяйственных наук (1940) , профессор (1940) , заслуженный деятель науки Армянской ССР (1959)

## Инфраструктура
Гаварский государственный университет. Основан в 1993 году.

## Галерея

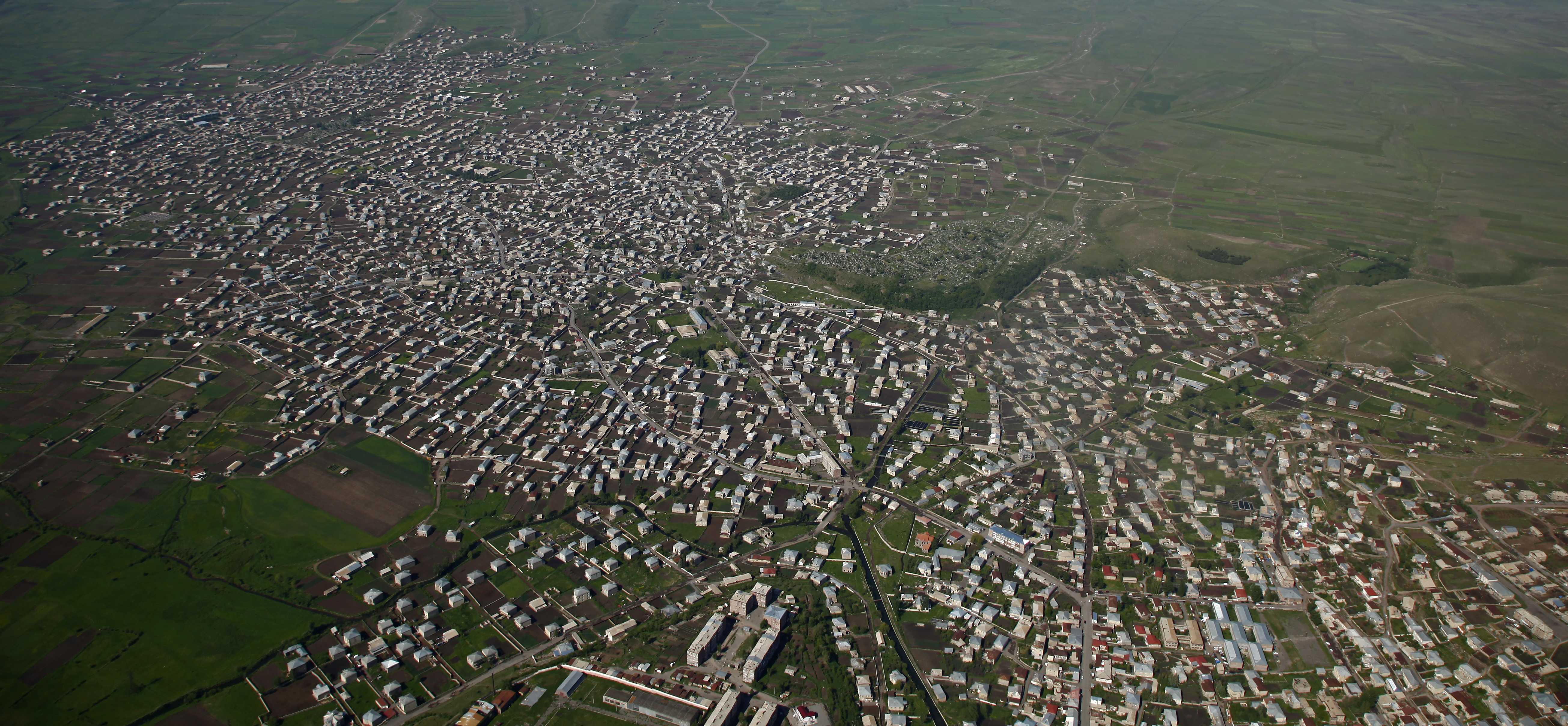
Вид с высоты птичьего полёта
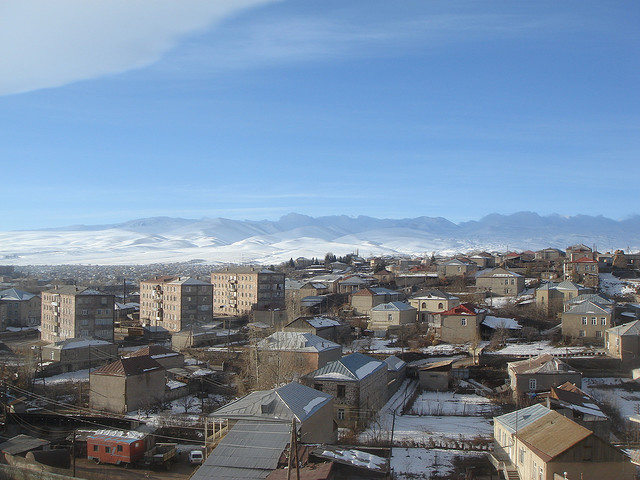
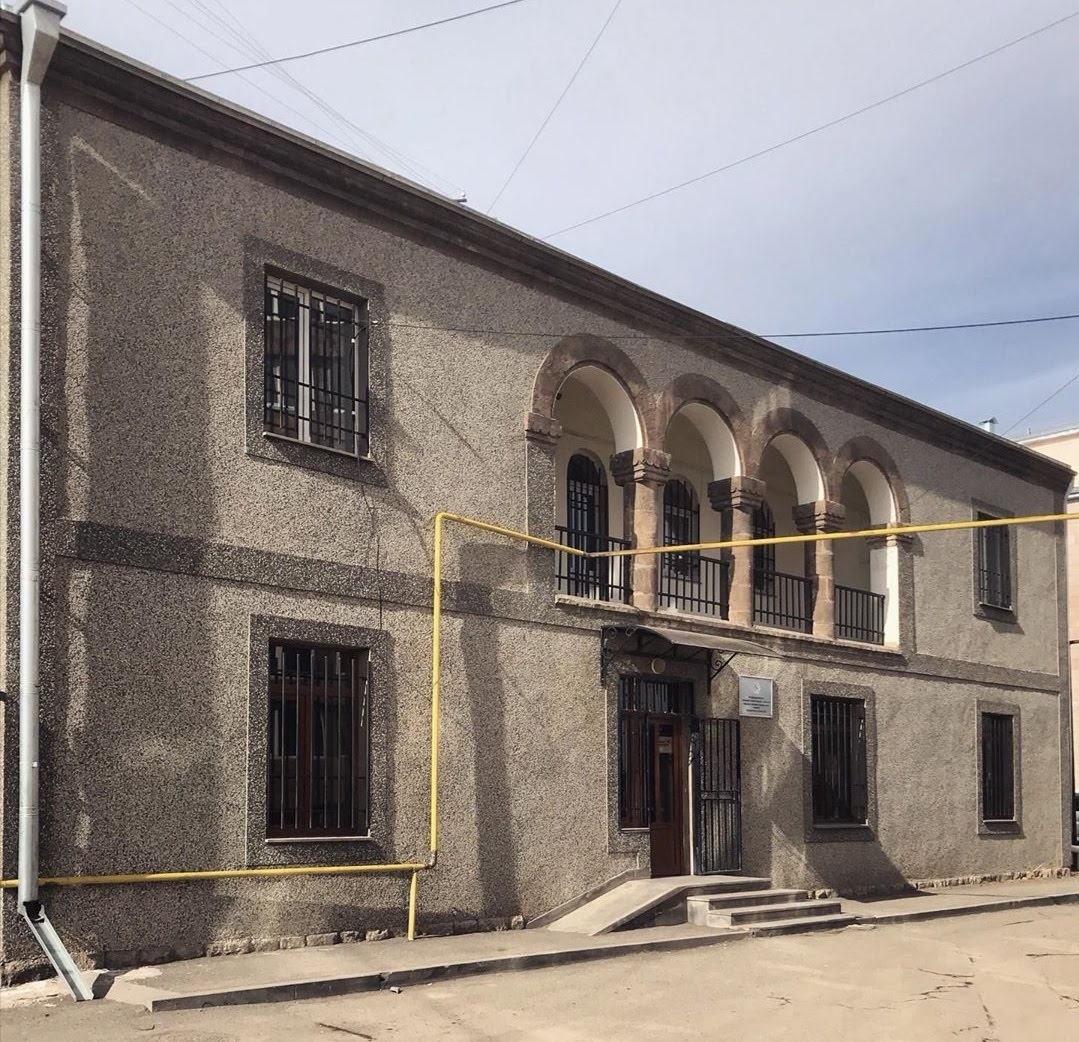
Здание городской администрации
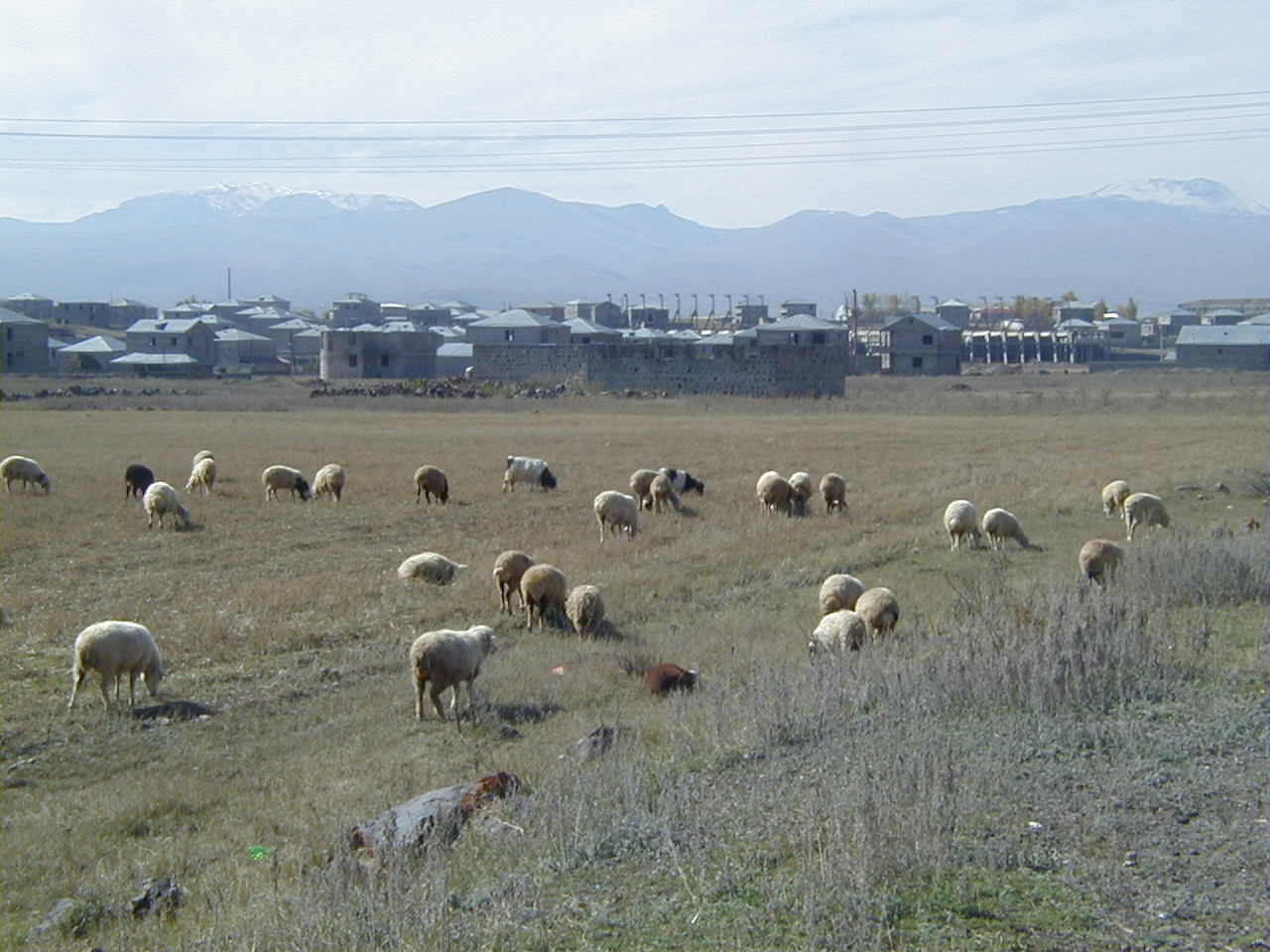
Пригород
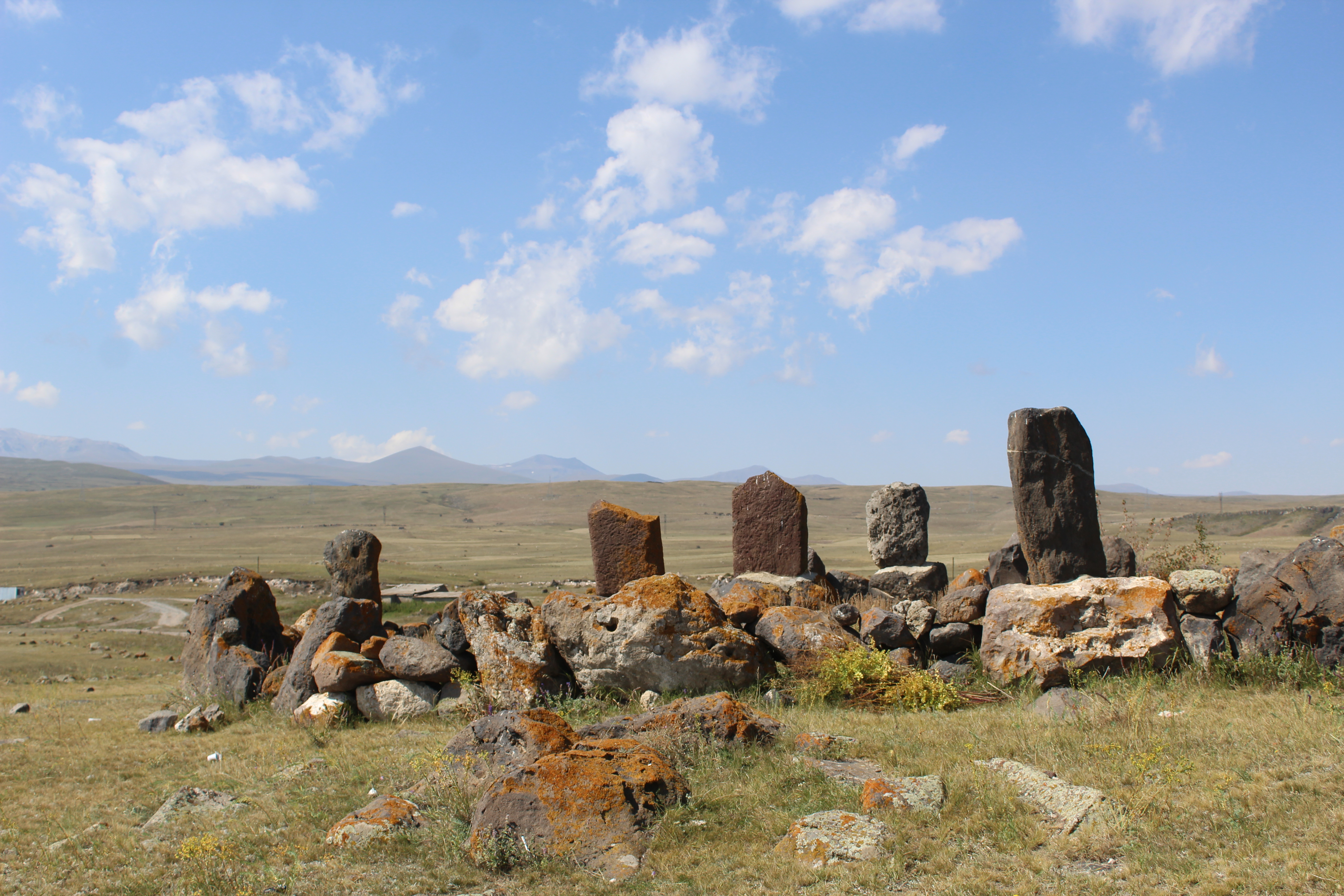
Древние хачкары
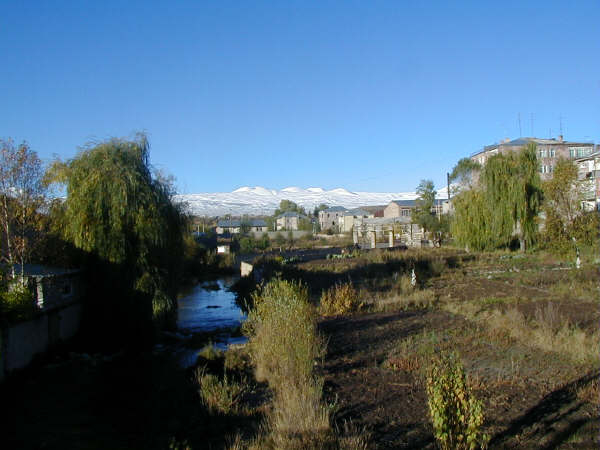
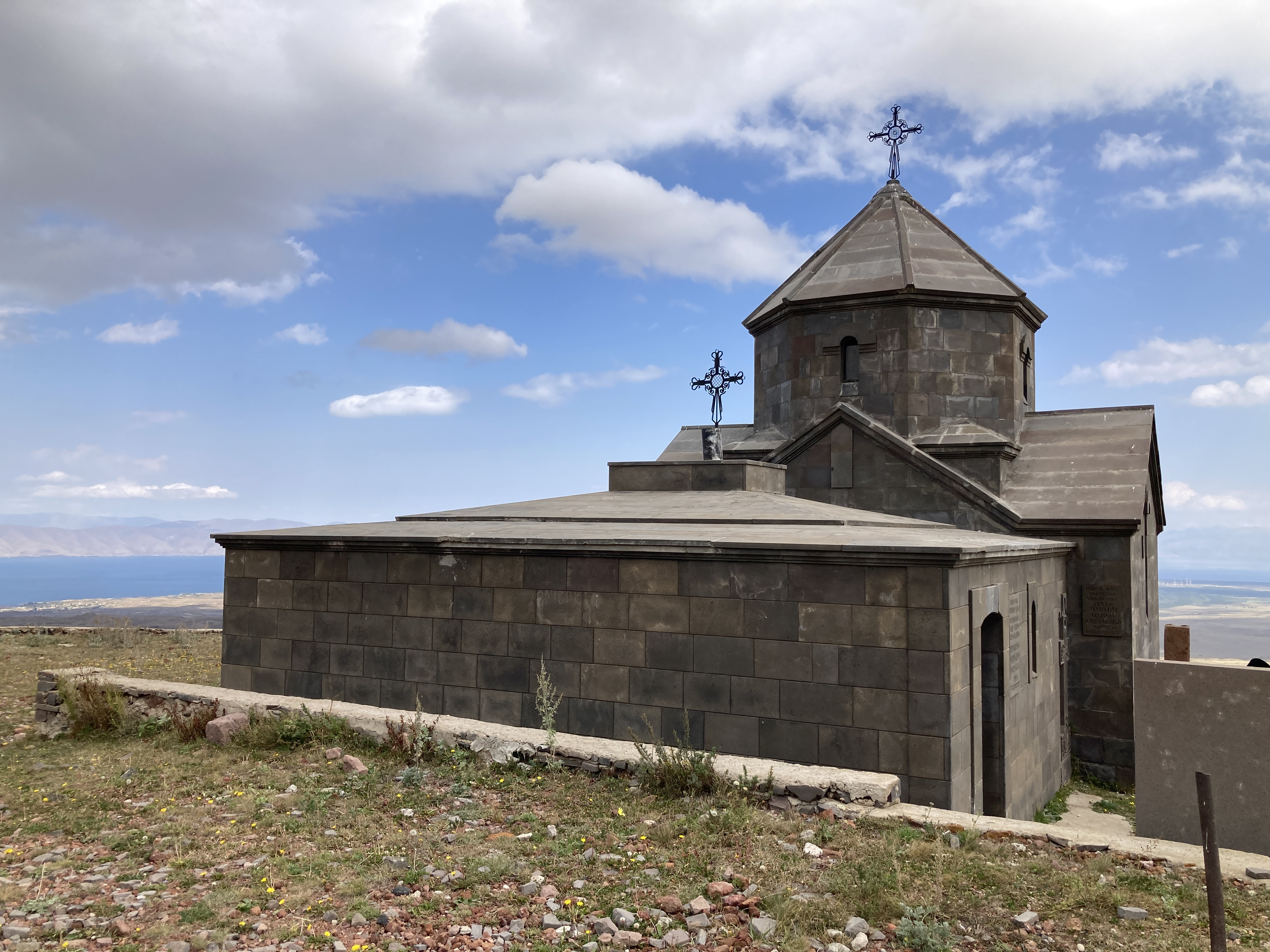
Церковь Святого креста
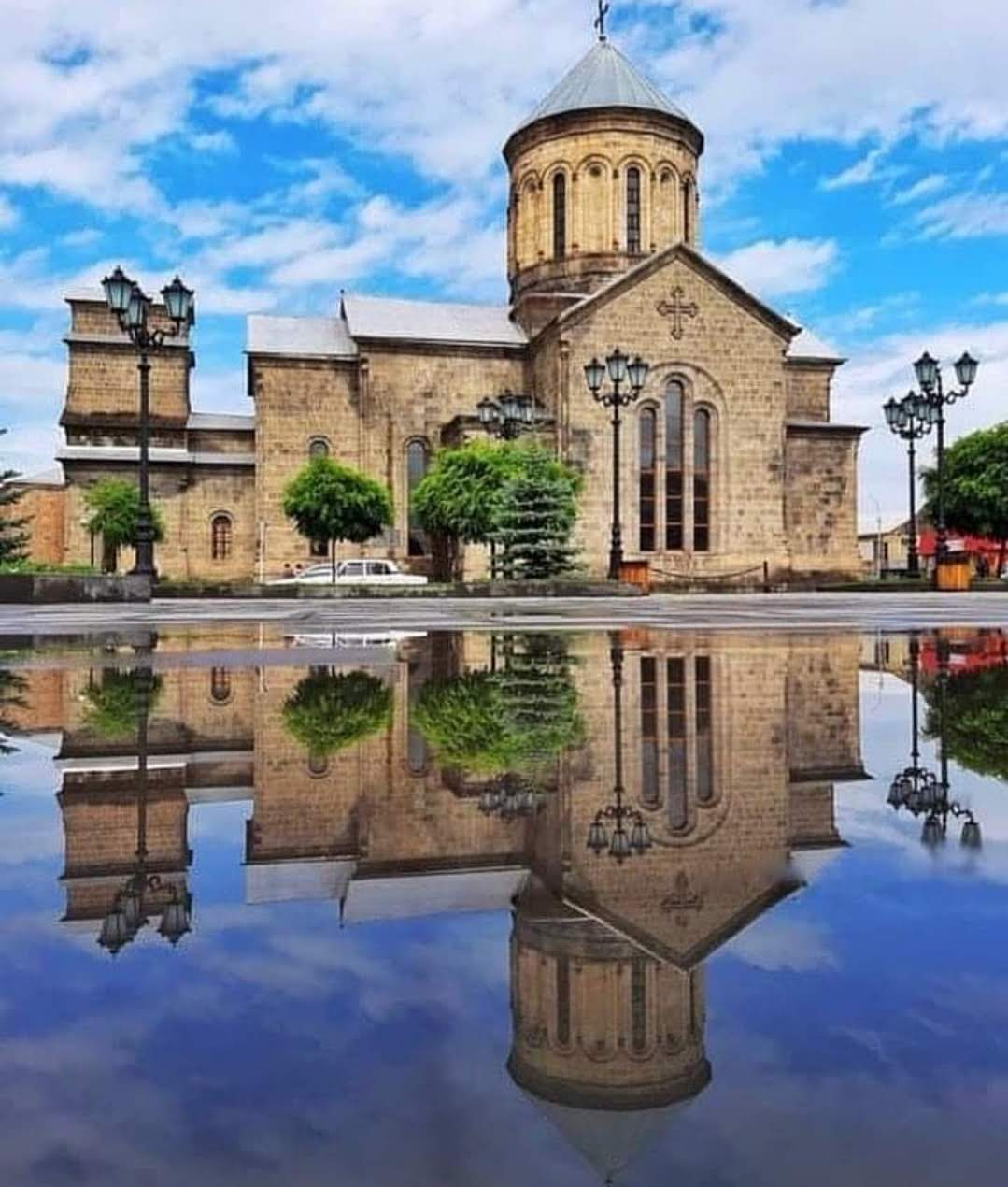
Собор
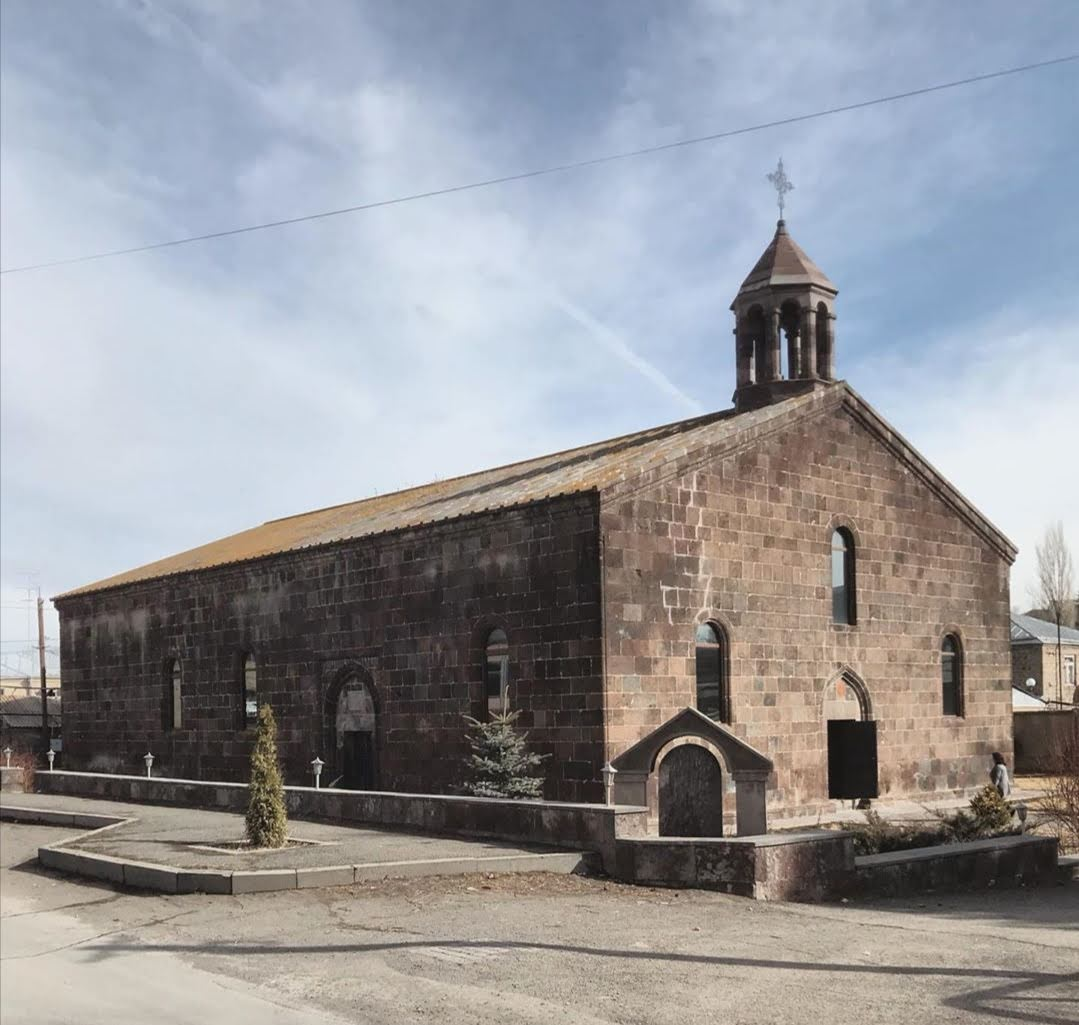
Церковь Святого Карапета
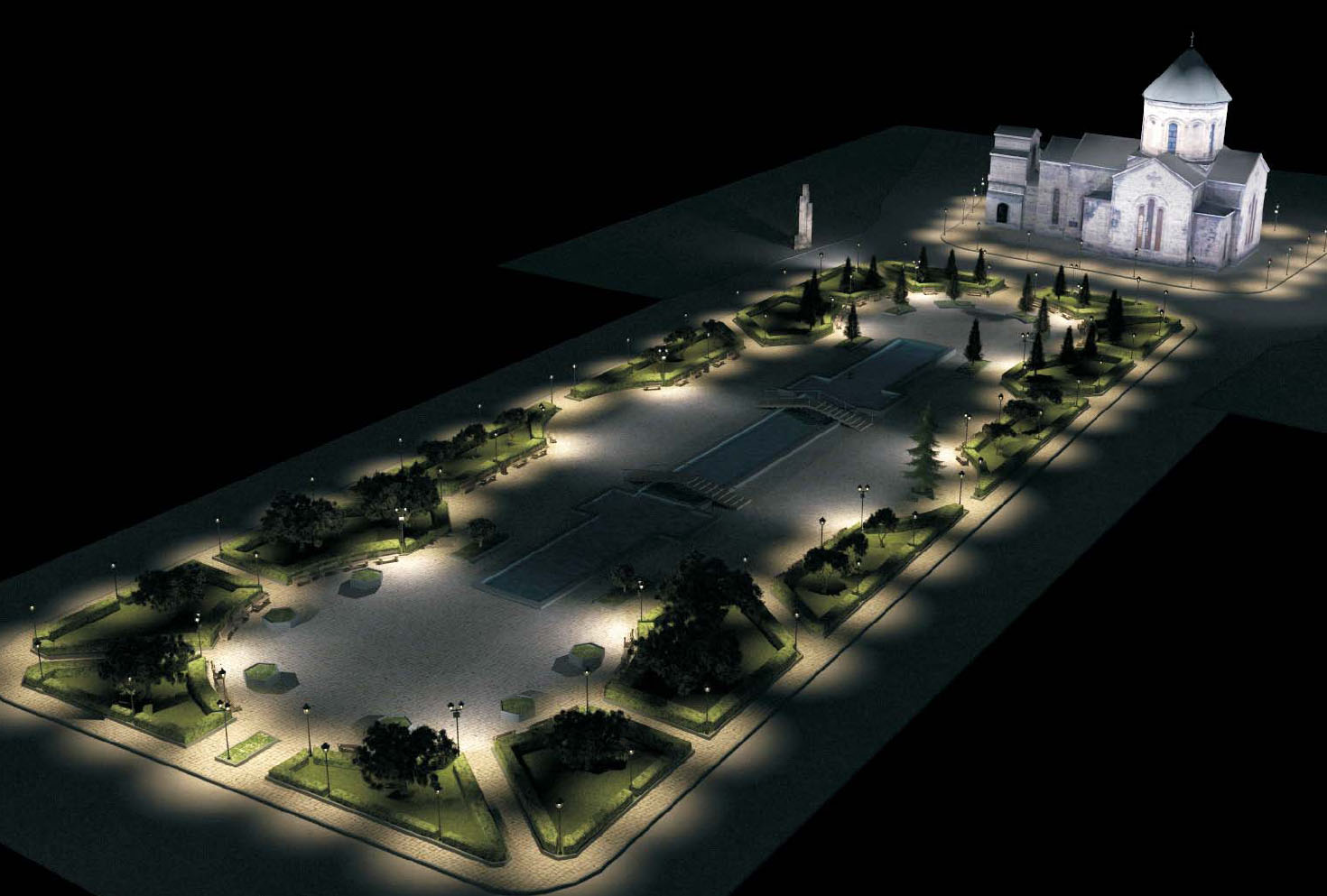
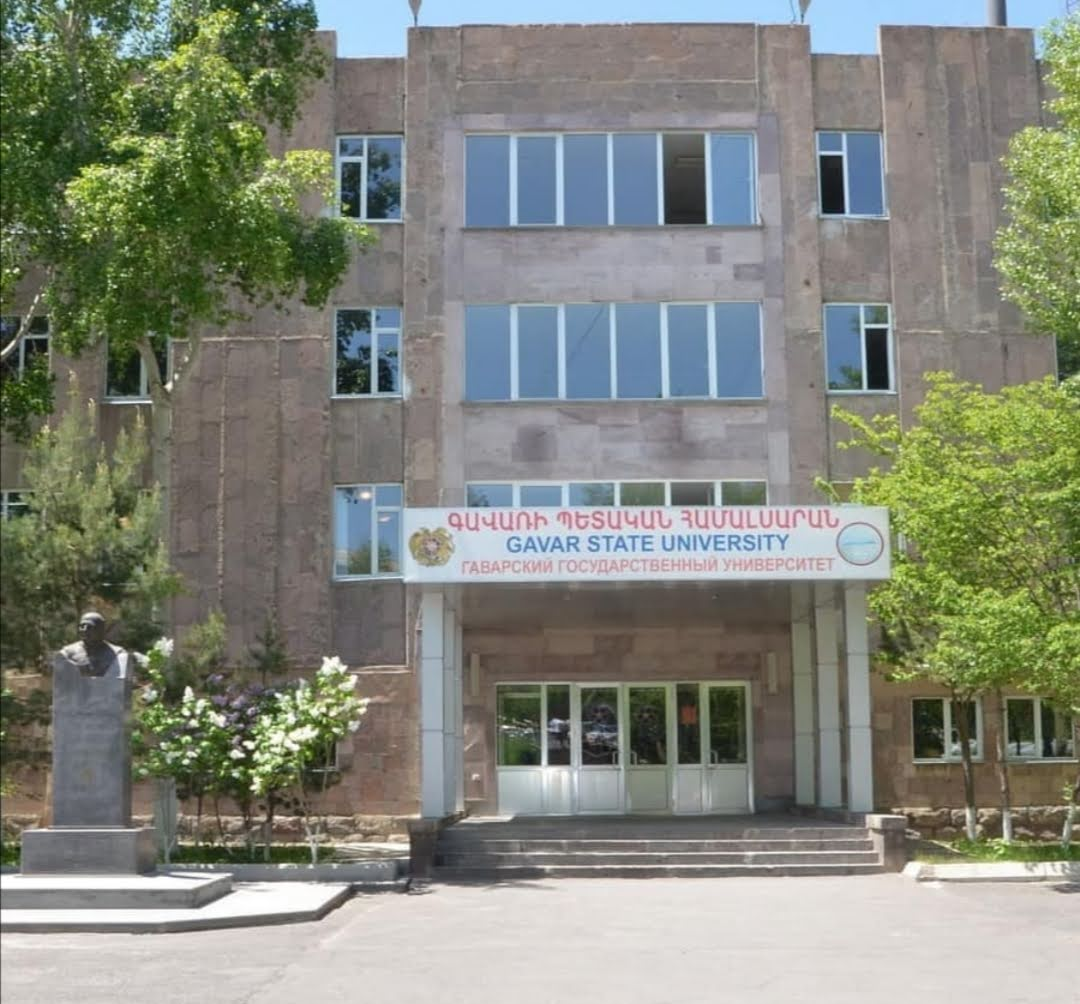
Гаварский государственный университет